# Pumilinura vickae
Pumilinura vickae is een springstaartensoort uit de familie van de Neanuridae. De wetenschappelijke naam van de soort is voor het eerst geldig gepubliceerd in 1993 door Barra.